# Makeroom
Make Room es un largometraje hausa nigeriano de 2018 dirigido por Robert Peters y producido por Rogers Ofime. Está protagonizada por Yakubu Muhammed, Sani Muazu, Rekiya Attah y Usman Uzee, Adams Garba, Asabe Madake, Abba Zakky y Abubakar Maina.

## Sinopsis
Después de ser secuestrada junto con otras 245 niñas de su escuela, la brillante joven Salma (Asabe Madaki), única hija de sus padres de 17 años y las demás, fueron obligadas a vivir con los terroristas en su campamento. Esto provocó una perturbación en sus sueños, pero a pesar de las condiciones actuales, se mantuvo fiel a su ambición de vida. Conoce a Goni, uno de los insurgentes, se enamoran y se casan. A medida que la vida se vuelve difícil, los insurgentes y sus amantes pronto se separan.

## Producción
La película, que se actuó en base a las actividades de los insurgentes en el noreste de Nigeria, contó con unos 3.000 actores diarios, 100 miembros del elenco y 100 miembros del equipo de producción, y el lugar de rodaje fue Ijebu - Miango, área de gobierno local de Bassa, estado de Plateau, Nigeria. La producción tardó alrededor de 50 días en completarse, con un costo estimado de N200 a N300 millones como presupuesto de producción.

## Elenco
- Asabe Madaki como Salma
- Sani Mu'azu como padre de Salma
- Nadia Dutch como Dalia
- Uzee Usman
- Yakubu Mohammed
- Rekiya Attah
- Adams Garba
- Asabe Madake
- Abba Zakky
- Abubakar Maina
- Suji Jos
- Sadi Sawaba

## Lanzamiento
NMDb informó que el largometraje se estrenó en marzo de 2018.

## Premios y nominaciones
Fue nominada a los 15 ° Premios de la Academia de Cine de África en 2019. Entre las nominaciones que recibió se encuentran:
| Año  | Premiación | Categoría                                                   | Nominado | Resultado |
| ---- | ---------- | ----------------------------------------------------------- | -------- | --------- |
| 2019 | AMAA       | Ousmane Sembene AMAA 2019 mejor película en lengua africana |          | Nominada  |
| 2019 | AMAA       | AMAA 2019 mejor maquillaje                                  |          | Nominada  |
| 2019 | AMAA       | AMAA 2019 mejor efectos visuales                            |          | Nominada  |
| 2019 | AMAA       | AMAA 2019 mejor sonido                                      |          | Nominada  |
| 2019 | AMAA       | AMAA 2019 mejor película nigeriana'                         |          | Nominada  |